# Celestus adercus
Celestus adercus е вид влечуго от семейство Слепоци (Anguidae).

## Разпространение и местообитание
Този вид е разпространен в Панама.
Обитава гористи местности, национални паркове и склонове.